# 阪急阪神交通社ホールディングス
株式会社阪急阪神交通社ホールディングス（はんきゅうはんしんこうつうしゃホールディングス）は、大阪を拠点とする鉄道会社系旅行会社の「阪急交通社」（業務渡航部門は子会社の「阪急阪神ビジネストラベル」）、および航空貨物フォワーダー事業会社の「阪急阪神エクスプレス」、ならびに、その系列事業を展開する企業群を統括していた中間持株会社。

## 歴史・概要
村上ファンドの電撃的な阪神株買い占めへの対抗策として行われた阪急ホールディングスによって行われた株式の公開買い付けを経て2006年（平成18年）10月1日に親会社であった阪神電気鉄道が阪急ホールディングスと経営統合したことを受け、阪急阪神ホールディングスの傘下に入ったことに伴う事業再編の一環として、2008年（平成20年）4月1日に2代目株式会社阪急交通社が中間持株会社阪急阪神交通社ホールディングスとして再編されて誕生したものである。
この再編に伴い、当法人が再編前に行っていた旅行代理店業務は3代目株式会社阪急交通社が継承し、国際航空貨物部門は株式会社阪急エクスプレスが継承した。
この事業継承をした2社と共に旧阪神電鉄グループで国際航空貨物部門を担っていた阪神エアカーゴ株式会社とそれまで阪神電気鉄道の直営だった旅行部門を事業譲渡された阪神航空株式会社の4社が当社の傘下に入った。
2009年（平成21年）10月1日に阪神エアカーゴ株式会社が株式会社阪急エクスプレスを吸収合併して株式会社阪急阪神エクスプレスとなって国際航空貨物部門は統一され、2010年（平成22年）4月1日に阪神航空株式会社の主催旅行と団体旅行、外国人旅行部門を3代目株式会社阪急交通社が継承し、3代目株式会社阪急交通社から業務渡航部門を阪神航空株式会社へ事業譲渡して同社を業務渡航を専門とする阪急阪神ビジネストラベルへ再編して事業分野別の組織となった。
阪急阪神東宝グループの一翼を担う「阪急阪神交通社グループ」の中核企業でもあった。略称については、社名の一部（「交通社ホールディングス」の部分）を略した“KHD”が公式に用いられている。
しかし、阪急阪神ホールディングスグループ内における旅行・国際運送事業の見直しにより、中間持株会社制度を廃して阪急交通社と阪急阪神エクスプレスを直接の子会社とすることとなり、当社については2013年4月1日付で事業会社たる阪急阪神エクスプレスに吸収合併という形で消滅した。

## 沿革
持株会社化以前については、阪急交通社の項目を参照のこと。
各事業部門については、阪急交通社・阪急阪神エクスプレス・阪急阪神ビジネストラベルの項目をそれぞれ参照のこと。
- 2008年（平成20年）4月1日 - （旧）株式会社阪急交通社が、旅行事業を阪急交通社旅行事業分割準備会社（同時に株式会社阪急交通社に商号変更）に承継させたうえで、自身は持株会社化し、現商号に変更。
  - 現在の形になったのは2008年4月1日だが、旧・株式会社阪急交通社の法人格を継承しているため、会社案内における設立日は1960年（昭和35年）10月5日となっている。
- 2009年10月1日 - 国際輸送事業について、傘下の「阪急エクスプレス」と「阪神エアカーゴ」を統合し、新会社「阪急阪神エクスプレス」に改組。
- 2010年（平成22年）4月1日 - 旅行事業について、「阪神航空」が展開していた「フレンドツアー」などの個人旅行部門を「阪急交通社」へ移管・統合するとともに、「阪神航空」を「阪急交通社」の傘下子会社「阪急阪神ビジネストラベル」として改組し、業務渡航部門を移管した。
- 2013年（平成25年）4月1日 - 事業会社たる阪急阪神エクスプレスに吸収合併。

## 主な事業子会社（海外現地法人を除く）
- 阪急交通社
  - 阪急阪神ビジネストラベル
  - 阪急トラベルサポート
  - エアサーブ
  - 阪神トラベル・インターナショナル
- 阪急阪神エクスプレス
  - 阪急阪神ロジパートナーズ
  - スカイパッキング
- ホップス

## 関連企業
- 阪急阪神ホールディングス株式会社
- 阪急電鉄株式会社
- 阪神電気鉄道株式会社
- 東宝株式会社